# Love Buzz (Nirvana)
| Recensione  | Giudizio |
| ----------- | -------- |
| Discogs     | [ 1 ]    |
| MusicBrainz | [ 2 ]    |

Love Buzz/Big Cheese è il primo singolo del gruppo grunge statunitense Nirvana pubblicato nel 1988.

## Descrizione
Krist Novoselic amava il rock psichedelico, genere che Kurt Cobain invece detestava. Nonostante ciò Cobain volle assecondare il compagno e decise di registrare Love Buzz, brano di uno dei gruppi preferiti di Krist, gli Shocking Blue. Il singolo contiene anche il brano Big Cheese; entrambe le canzoni fanno parte di Bleach, album con cui il gruppo di Seattle esordì. Inizialmente furono messe in commercio soltanto 1000 copie numerate del 45 giri, realizzate in vinile nero; in seguito cominciarono a circolare anche dei bootleg riprodotti su vinile colorato.
La versione di Love Buzz presente in Bleach farà parte in seguito dell'EP Blew (dicembre 1989). L'inclusione nell'EP fu la prima apparizione di Love Buzz in Gran Bretagna, in quanto nella versione inglese di Bleach, la canzone era stata sostituita da Big Cheese. La versione inclusa nell'album presenta un missaggio lievemente differente rispetto al singolo, essendo mancante all'inizio del collage sonoro di 10 secondi opera di Kurt Cobain.
Nel 2012, una puntata della trasmissione olandese Classic Recordings sull'album At Home degli Shocking Blue, contenne una rara intervista al chitarrista Robbie van Leeuwen e spezzoni dei Nirvana che suonavano dal vivo la canzone al club Paradiso, Amsterdam. Klaasje van der Wal si disse orgoglioso del fatto che Krist Novoselic una volta lo avesse definito "un dio del basso" in un blog, mentre raccontò che Van Leeuwen era stato informato della cover dei Nirvana durante una visita a Hilversum nei Paesi Bassi. Apparentemente, egli aveva ascoltato Bleach in un negozio, ma non lo aveva comprato in quanto riteneva che la reinterpretazione dei Nirvana fosse inferiore.
Essendo il singolo Love Buzz stato pubblicato nel novembre 1988, il 17 dicembre 2013 i Nirvana furono dichiarati nel loro primo anno di eleggibilità come parte della classe del 2014 degli ammessi alla Rock and Roll Hall of Fame. Nel 2017, in occasione di quello che sarebbe stato il cinquantesimo compleanno di Kurt Cobain, la Phonographic Performance Limited pubblicò una lista delle 20 canzoni dei Nirvana più suonate su radio e TV britanniche; Love Buzz si classificò alla posizione numero 14.

## Tracce
1. Love Buzz (Robby Van Leeuwen)
2. Big Cheese (Kurt Cobain, Krist Novoselic)

## Formazione
- Kurt Cobain - voce, chitarra
- Krist Novoselic - basso
- Chad Channing - batteria